# باد کرت
باد کرت (انگلیسی: Bud Cort؛ زادهٔ ۲۹ مارس ۱۹۴۸) بازیگر اهل ایالات متحده آمریکا است. از فیلم‌هایی که وی در آن نقش داشته‌است، می‌توان به اسلج همر!، هرولد و موده، هتل میلیون دلاری، اما من، جنوب بهشت، غرب جهنم، بزرگ خالی، روزی که مردم زود بیدار شدم، تد و ونوس، عشق در خطر و پولاک اشاره کرد.